# Локниця (Польща)
Локниця (пол. Łoknica) — село в Польщі, у гміні Більськ-Підляський Більського повіту Підляського воєводства. Населення — 61 особа (2011).

## Історія
засноване між 1566 і 1569 роком.
У 1975—1998 роках село належало до Білостоцького воєводства.

## Демографія
Демографічна структура станом на 31 березня 2011 року:
|          | Загалом | Допрацездатний вік | Працездатний вік | Постпрацездатний вік |
| -------- | ------- | ------------------ | ---------------- | -------------------- |
| Чоловіки | 32      | 3                  | 17               | 12                   |
| Жінки    | 29      | 1                  | 10               | 18                   |
| Разом    | 61      | 4                  | 27               | 30                   |